# Polícar
Polícar település Spanyolországban, Granada tartományban. Polícar Beas de Guadix, Lugros és Cortes y Graena községekkel határos. Lakosainak száma 266 fő (2024).

## Népesség
A település népessége az elmúlt években az alábbi módon változott:
| Lakosok száma | 256  | 241  | 227  | 202  | 229  | 234  | 234  | 276  | 261  | 266  |
|               | 2001 | 2004 | 2006 | 2009 | 2011 | 2014 | 2016 | 2019 | 2021 | 2024 |